# Besourenga horacioi
Besourenga horacioi är en skalbaggsart som beskrevs av Martinez 1967. Besourenga horacioi ingår i släktet Besourenga och familjen bladhorningar. Inga underarter finns listade.